# Mali heksagramski heksekontaeder
| Mali heksagramski heksekontaeder                     | Mali heksagramski heksekontaeder                       |
| ---------------------------------------------------- | ------------------------------------------------------ |
|                                                      |                                                        |
| Vrsta                                                | zvezdni polieder                                       |
| Elementi                                             | F = 60, E = 180, V =112 ({\displaystyle \chi \,} = -8) |
| Grupa simetrije                                      | Ih, [5,3], *532                                        |
| Sklici                                               | DU72                                                   |
| mali prirezan ikoziikozidodekaeder (dualni polieder) |                                                        |

Mali heksagramski heksekontaeder je nekonveksen izoederski polieder. Je dualno telo uniformnega malega prirezanega ikoziikozidodekaedra. Je delno izrojen, ker ima hkratna ogliščatako, kot ima njegovo dualno telo tristrane stranske ploskve v isti ravnini. 

## Vir
- Wenninger, Magnus (1983), Dual Models, Cambridge University Press, ISBN 978-0-521-54325-5, MR730208